# Bizonnes
Bizonnes ist eine französische Gemeinde mit 1.028 Einwohnern (Stand: 1. Januar 2022) im Département Isère in der Region Auvergne-Rhône-Alpes. Colombe gehört zum Arrondissement La Tour-du-Pin und zum Kanton Le Grand-Lemps. Die Einwohner werden Bizonois genannt.

## Geographie
Bizonnes liegt etwa 40 Kilometer ostsüdöstlich von Vienne. Umgeben wird Bizonnes von den Nachbargemeinden Belmont im Norden, Montrevel im Nordosten, Châbons im Osten, Longechenal im Süden, Eydoche im Westen und Südwesten sowie Saint-Didier-de-Bizonnes im Westen und Nordwesten.
Am Ostrand der Gemeinde führt die Autoroute A48 entlang.

## Bevölkerungsentwicklung
| Jahr                       | 1962 | 1968 | 1975 | 1982 | 1990 | 1999 | 2006 | 2017 |
| -------------------------- | ---- | ---- | ---- | ---- | ---- | ---- | ---- | ---- |
| Einwohner                  | 575  | 564  | 584  | 609  | 623  | 629  | 677  | 963  |
| Quellen: Cassini und INSEE |      |      |      |      |      |      |      |      |

## Sehenswürdigkeiten

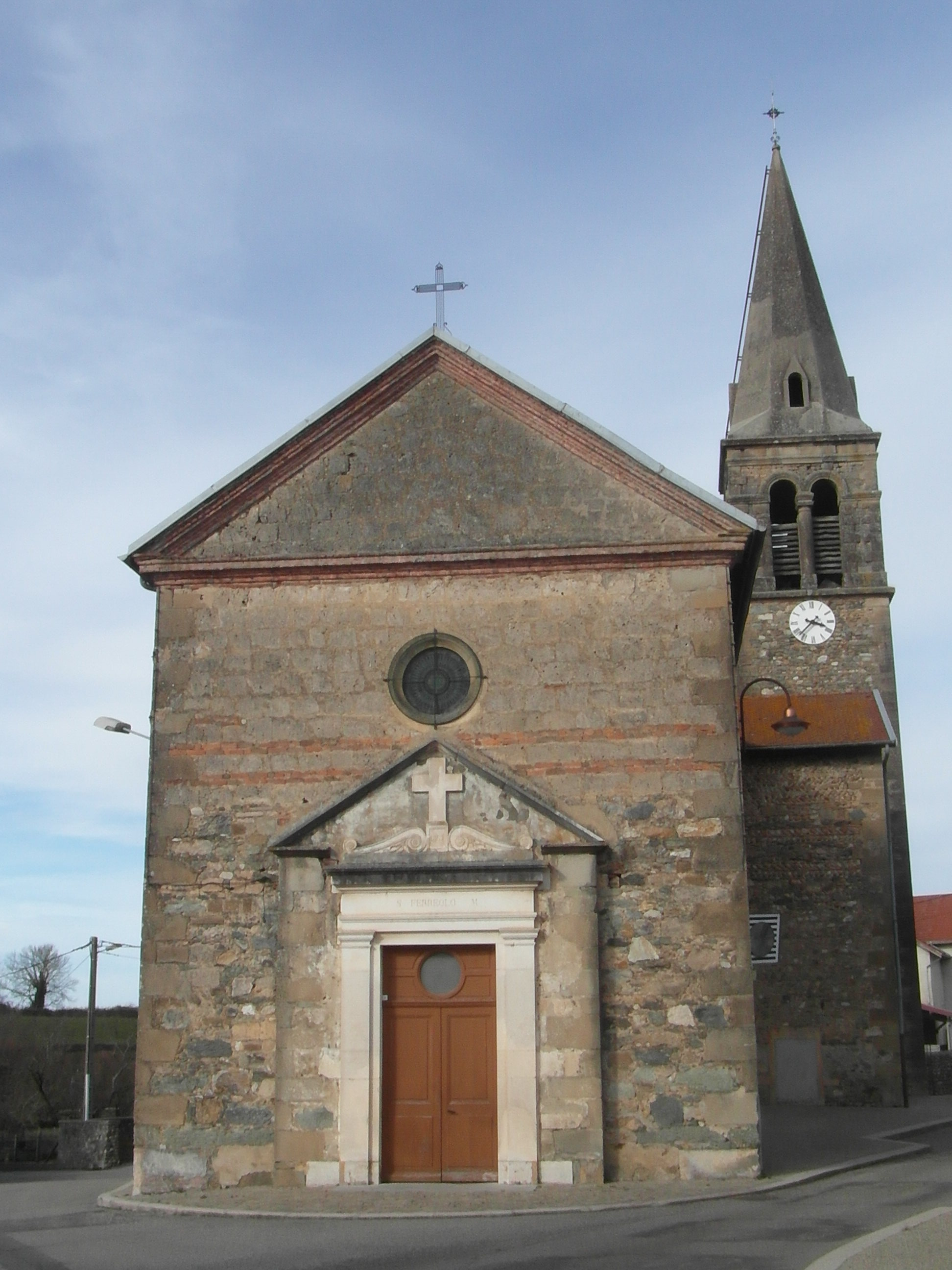
Kirche Saint-Ferréol

- Kirche Saint-Ferréol aus dem 19. Jahrhundert
- Schloss aus dem 18. Jahrhundert